# Guillermo Cox
Guillermo Cox (* um 1974) ist ein peruanischer Badmintonspieler. 

## Karriere
Guillermo Cox nahm 1999 im Mixed an der Badminton-Weltmeisterschaft teil. Ein Jahr später siegte er bei den nationalen Titelkämpfen im Herrendoppel mit José Antonio Iturriaga. 2001 war er mit ihm auch bei den Peru International erfolgreich.

## Sportliche Erfolge
| Saison | Veranstaltung             | Disziplin    | Platz | Name                                   |
| ------ | ------------------------- | ------------ | ----- | -------------------------------------- |
| 1999   | Weltmeisterschaft         | Mixed        | 33    | Guillermo Cox / Sandra Jimeno          |
| 2000   | Peruanische Meisterschaft | Herrendoppel | 1     | Guillermo Cox / José Antonio Iturriaga |
| 2001   | Peru International        | Herrendoppel | 1     | Guillermo Cox / José Antonio Iturriaga |